# 東経34度線
東経34度線（とうけい34どせん）は、本初子午線面から東へ34度の角度を成す経線である。北極点から北極海、ヨーロッパ、トルコ、アフリカ、インド洋、南極海、南極大陸を通過して南極点までを結ぶ。
東経34度線は、西経146度線と共に大円を形成する。

## 通過する地域一覧
東経34度線は、北極点から南極点まで南に向かって以下の場所を通っている。
| 地理座標                                             | 国土・領土・領海 | 備考                                                        |
| ---------------------------------------------------- | ---------------- | ----------------------------------------------------------- |
| 北緯90度0分 東経34度0分 / 北緯90.000度 東経34.000度  | 北極海           |                                                             |
| 北緯80度16分 東経34度0分 / 北緯80.267度 東経34.000度 | バレンツ海       | クヴィト島（ ノルウェー・スヴァールバル諸島）のすぐ東を通過 |
| 北緯69度22分 東経34度0分 / 北緯69.367度 東経34.000度 | ロシア           | キルディン島（英語版）、コラ半島                            |
| 北緯66度41分 東経34度0分 / 北緯66.683度 東経34.000度 | 白海             | カンダラクシャ湾                                            |
| 北緯66度13分 東経34度0分 / 北緯66.217度 東経34.000度 | ロシア           |                                                             |
| 北緯52度12分 東経34度0分 / 北緯52.200度 東経34.000度 | ウクライナ       |                                                             |
| 北緯44度24分 東経34度0分 / 北緯44.400度 東経34.000度 | 黒海             |                                                             |
| 北緯41度59分 東経34度0分 / 北緯41.983度 東経34.000度 | トルコ           |                                                             |
| 北緯36度16分 東経34度0分 / 北緯36.267度 東経34.000度 | 地中海           |                                                             |
| 北緯35度27分 東経34度0分 / 北緯35.450度 東経34.000度 | キプロス         | カルパス半島（ 北キプロスが実効支配）                       |
| 北緯35度19分 東経34度0分 / 北緯35.317度 東経34.000度 | 地中海           |                                                             |
| 北緯35度4分 東経34度0分 / 北緯35.067度 東経34.000度  | キプロス         |                                                             |
| 北緯34度59分 東経34度0分 / 北緯34.983度 東経34.000度 | 地中海           |                                                             |
| 北緯31度12分 東経34度0分 / 北緯31.200度 東経34.000度 | エジプト         | シナイ半島                                                  |
| 北緯27度53分 東経34度0分 / 北緯27.883度 東経34.000度 | 紅海             |                                                             |
| 北緯27度31分 東経34度0分 / 北緯27.517度 東経34.000度 | エジプト         | シャドワン島                                                |
| 北緯27度28分 東経34度0分 / 北緯27.467度 東経34.000度 | 紅海             |                                                             |
| 北緯26度52分 東経34度0分 / 北緯26.867度 東経34.000度 | エジプト         |                                                             |
| 北緯22度0分 東経34度0分 / 北緯22.000度 東経34.000度  | ビル・タウィール | どこの国も領有権を主張していない                            |
| 北緯21度46分 東経34度0分 / 北緯21.767度 東経34.000度 | スーダン         |                                                             |
| 北緯9度30分 東経34度0分 / 北緯9.500度 東経34.000度   | 南スーダン       |                                                             |
| 北緯8度30分 東経34度0分 / 北緯8.500度 東経34.000度   | エチオピア       |                                                             |
| 北緯7度24分 東経34度0分 / 北緯7.400度 東経34.000度   | 南スーダン       |                                                             |
| 北緯4度13分 東経34度0分 / 北緯4.217度 東経34.000度   | ケニア           | 国土の北西端を約1km                                         |
| 北緯4度13分 東経34度0分 / 北緯4.217度 東経34.000度   | ウガンダ         |                                                             |
| 北緯0度14分 東経34度0分 / 北緯0.233度 東経34.000度   | ケニア           |                                                             |
| 北緯0度0分 東経34度0分 / 北緯0.000度 東経34.000度    | ヴィクトリア湖   |                                                             |
| 南緯0度26分 東経34度0分 / 南緯0.433度 東経34.000度   | ケニア           | ムファンガノ島                                              |
| 南緯0度29分 東経34度0分 / 南緯0.483度 東経34.000度   | ヴィクトリア湖   |                                                             |
| 南緯1度6分 東経34度0分 / 南緯1.100度 東経34.000度    | タンザニア       |                                                             |
| 南緯9度30分 東経34度0分 / 南緯9.500度 東経34.000度   | マラウイ湖       |                                                             |
| 南緯10度3分 東経34度0分 / 南緯10.050度 東経34.000度  | マラウイ         |                                                             |
| 南緯14度29分 東経34度0分 / 南緯14.483度 東経34.000度 | モザンビーク     |                                                             |
| 南緯25度1分 東経34度0分 / 南緯25.017度 東経34.000度  | インド洋         |                                                             |
| 南緯60度0分 東経34度0分 / 南緯60.000度 東経34.000度  | 南極海           |                                                             |
| 南緯68度36分 東経34度0分 / 南緯68.600度 東経34.000度 | 南極大陸         | ドローニング・モード・ランド（ ノルウェーが領有権を主張）   |